# Diego Gonçalves
Diego Gonçalves (sinh ngày 22 tháng 9 năm 1994) là một cầu thủ bóng đá người Brasil.

## Sự nghiệp câu lạc bộ
Diego Gonçalves đã từng chơi cho Ventforet Kofu.